# Perry Young
Perry Young (nacido el 4 de agosto de 1963 en Baltimore, Maryland) es un exjugador de baloncesto estadounidense que jugó una temporada de la NBA, además de hacerlo en la CBA y en la WBL. Con 1,96 metros de estatura, jugaba en la posición de base.

## Trayectoria deportiva

### Universidad
Jugó durante cuatro temporadas con los Hokies del Instituto Politécnico y Universidad Estatal de Virginia, en las que promedió 14,7 puntos, 6,0 rebotes y 2,4 asistencias por partido. En 1984 fue incluido en el segundo mejor quinteto de la Metro Conference, mientras que al año siguiente lo fue en el primero.

### Profesional
Fue elegido en la sexagésimo primera posición del 1985 por Portland Trail Blazers, quienes desetimaron su fichaje. En la temporada siguiente fue contratado por diez días por los Chicago Bulls, con los que jugó cinco partidos, anotando un total de cinco puntos.
Tras no renovar con los Bulls, dos semanas después fichó por los Blazers, con los que jugó cuatro partidos en los que promedió 2,0 puntos y 1,8 asistencias.
Al año siguiente jugó con los Calgary 88's de la WBL, donde fue el máximo taponador de la competición esa temporada, promediando 1,33 por partido.

## Estadísticas de su carrera en la NBA

### Temporada regular
| Temporada | Edad | Equipo                 | Liga | Pos. | P | TIT | MIN  | TC  | TCA | %TC  | 3P  | 3PA | %3P | 2P  | 2PA | %2P  | TL  | TLA | %TL  | R.OF. | R.DEF. | REB | ASIS | ROB | TAP | PER | FP  | PTS |
| 1986-87   | 23   | TOTAL                  | NBA  | SG   | 9 | 0   | 8.0  | 0.7 | 2.3 | .286 | 0.0 | 0.0 |     | 0.7 | 2.3 | .286 | 0.1 | 0.2 | .500 | 0.3   | 0.6    | 0.9 | 0.8  | 0.6 | 0.1 | 0.4 | 1.6 | 1.4 |
| 1986-87   | 23   | Chicago Bulls          | NBA  | SG   | 5 | 0   | 4.0  | 0.4 | 0.8 | .500 | 0.0 | 0.0 |     | 0.4 | 0.8 | .500 | 0.2 | 0.4 | .500 | 0.0   | 0.2    | 0.2 | 0.0  | 0.2 | 0.0 | 0.2 | 0.6 | 1.0 |
| 1986-87   | 23   | Portland Trail Blazers | NBA  | SG   | 4 | 0   | 13.0 | 1.0 | 4.3 | .235 | 0.0 | 0.0 |     | 1.0 | 4.3 | .235 | 0.0 | 0.0 |      | 0.8   | 1.0    | 1.8 | 1.8  | 1.0 | 0.3 | 0.8 | 2.8 | 2.0 |
| Total     |      |                        | NBA  |      | 9 | 0   | 8.0  | 0.7 | 2.3 | .286 | 0.0 | 0.0 |     | 0.7 | 2.3 | .286 | 0.1 | 0.2 | .500 | 0.3   | 0.6    | 0.9 | 0.8  | 0.6 | 0.1 | 0.4 | 1.6 | 1.4 |